# George William de Carteret
George William de Carteret, né en 1869 à Saint-Pierre dans l'île de Jersey et mort en 1940, est un écrivain et journaliste de langue normande, écrivant en jersiais.
Exerçant la profession d’agriculteur à Saint-Pierre, George William de Carteret écrivait, sous le nom de plume Le Caouain (la chouette), chaque samedi pour les Chroniques de Jersey un grand nombre d’articles et de vers que beaucoup de gens discutaient le lendemain. Le Caouain était censé demeurer avec sa femme, la Marie Hibou dans la mansarde de l’imprimerie et voler à travers les salles paroissiales à seule fin de s’y poser pour écouter les nouvelles des élections et les scandales locaux.
Ce grand penseur doté d’une puissante imagination et de l’intellect d’un savant était un esprit merveilleux, grand raconteur et comédien de toute première classe a également écrit sous le nom de plume de G.W. de C.
G. W. de Carteret, qui parlait le jersiais de Saint-Pierre, fut principalement un prosateur qui ne dédaignait pas, lorsqu’il l’estimait nécessaire, faire usage de mots français et anglais dans son jersiais. Il écrivait également des poésies, surtout des récitations pour les Eisteddfod.

## Source
- (nrm) Cet article est partiellement ou en totalité issu de l’article de Wikipédia en narum intitulé « George William de Carteret » (voir la liste des auteurs).